# Rick Husband
Richard "Rick" Douglas Husband (12 de julio de 1957 - 1 de febrero de 2003) fue un coronel de la Fuerza Aérea de los Estados Unidos (USAF) y astronauta de la NASA. Viajó al espacio dos veces: como piloto de STS-96 y comandante de STS-107. Él y el resto de la tripulación del STS-107 murieron cuando Columbia se desintegró durante la reentrada en la atmósfera terrestre. Husband recibió póstumamente  la Medalla de Honor Espacial del Congreso.

## Biografía
Nació en Amarillo, Texas en 1957 y fue Coronel de la Fuerza Aérea de los Estados Unidos y Comandante de la misión STS-107 del Columbia. Husband murió en la tragedia del Columbia el 1 de febrero de 2003 sobre el sur de los Estados Unidos 16 minutos antes del aterrizaje, dejando esposa y dos hijos.

## Educación
Rick Husband se graduó de la Preparatoria de Amarillo en 1975. En 1980 recibió una licenciatura en ciencias en ingeniería mecánica en la Universidad Tecnológica de Texas y en 1990 un máster de ciencias en ingeniería mecánica de la Universidad del Estado de California en Fresno.

## Organizaciones
Miembro de la Sociedad de Pilotos de Pruebas Experimentales, Tau Beta Pi, Asociación de la Fuerza Aérea, y la Asociación de Ex estudiantes de la Universidad Tecnológica de Texas.

## Honores especiales
Graduado distinguido del AFROTC, Entrenamiento de Pilotos No Graduados, de la Escuela de Oficiales de Escuadrón, y la Escuela de Pilotos de Prueba de la Fuerza Aérea; Premio de Estudiante Distinguido en Ingeniería, Universidad Tecnológica de Texas (1980); Piloto del Año e Instructor Comandante Táctico Aéreo de F-4 (1987); en 1997 fue nombrado Ingeniero Distinguido del Colegio de Ingeniería, Universidad Tecnológica de Texas. Las condecoraciones militares incluyen la Medalla al Mérito del Servicio con dos Oak Leaf Clusters, la Medalla de Logro Aéreo, la Medalla de Recomendación de la Fuerza Aérea, la Medalla de Servicio a la Defensa Nacional, dos premiaciones de logro por la NASA por haber trabajado en el Equipo de Desarrollo del X-38 y el Equipo de Definición y Mejoramiento del Orbitador.
El 22 de agosto de 2005 el Rover Spirit como parte de su exploración alcanza la cima de una colina, a la cual se le ha otorgado el nombre de Husband Hill en su honor.
Así mismo, el cráter lunar Borman L recibe el nombre de Husband desde el año 2006 en el Glosario PanglossTech.

## Experiencia
Después de haberse graduado de la Universidad Tecnológica de Texas en 1980, Husband fue nombrado segundo teniente en la Fuerza Aérea y asistió al entrenamiento de pilotos en la Base de la Fuerza Aérea (BFA) en Vancé, Oklahoma. Se graduó en octubre de 1981 y se le asignó a un entrenamiento para F-14 en la BFA de Homestead, Florida. Después de terminar con el entrenamiento de F-14 en septiembre de 1982, Husband fue enviado a la BFA en Moody, Georgia volando el F-4E. Desde septiembre hasta noviembre de 1985, asistió la Escuela de Instructores de F-4 en la BFA en Homestead y fue asignado como instructor de pilotos de F-4E e instructor académico en la BFA en George, California en diciembre de 1985. para diciembre de 1987 Husband fue a la BFA en Edwards, California donde asistió la Escuela de Pilotos de Prueba de la Fuerza Aérea. Una vez completados los estudios en la Escuela de Pilotos de Prueba, Husband sirvió como piloto de prueba volando el F-4 y los cinco modelos del F-15. en la Prueba de Fuerza Combinada del F-15, Husband fue el director de programa para el desempeño mejorado del motor Pratt & Whitney F100-PW-229, y también sirvió como el Piloto de Demostraciones Aéreas de F-15. En junio de 1992, fue asignado al Establecimiento y Evaluación de Aeronaves y Armamento en Boscombe Down, Inglaterra, como piloto de prueba de intercambio con la Real Fuerza Aérea. En Boscombe Down fue Piloto del Proyecto Tornado GR1 y GR2 y sirvió como piloto de prueba en Hawk, Hunter, Buccaneer, Jet Provost, Tucano, y Harvard. Rick Husband registró más de 3000 horas de vuelo en más de 40 aeronaves diferentes.

## Experiencia en la NASA
En diciembre de 1994 la NASA seleccionó a Husband como candidato a astronauta y en marzo de 1995 se presentó en el Centro Espacial Johnson para comenzar un año de entrenamiento y exámenes. Una vez finalizado el entrenamiento fue nombrado representante de la Oficina de Astronautas para Proyectos Avanzados en el Centro Espacial Johnson, trabajando en las Mejoras del Transbordador Espacial, el Vehículo de Retorno de la Tripulación (CRV) y estudios para regresar a la Luna y viajar a Marte. Sirvió además como Jefe de Seguridad para la Oficina de Astronautas. En 1999 Husband tuvo la oportunidad de volar al espacio en la misión STS-96 y fue comandante de la tripulación de la misión STS-107. Husband registró un total de 24 días, 51 horas y 33 minutos en el espacio.

## Experiencia en vuelos espaciales
- Misión STS-96 Discovery (27 de mayo – 6 de junio de 1999). Fue una misión de diez días de duración en la cual la tripulación se acopló por primera vez con la Estación Espacial Internacional y entregó 4 toneladas en equipo y abastecimiento en preparación para la llegada de la primera tripulación en habitar la Estación al año siguiente. La misión se completó en 153 órbitas alrededor de la Tierra, viajando unos 6,4 millones de kilómetros en 9 días, 19 horas y 13 minutos.
- Misión STS-107 Columbia (16 de enero – 1 de febrero de 2003). Esta misión de 16 días de duración estuvo dedicada a la investigación científica a la cual se le destinó las 24 horas del días en dos turnos alternantes. La tripulación llevó a cabo y de manera exitosa cerca de 80 experimentos. La misión terminó en tragedia cuando el Transbordador Espacial Columbia se desintegró durante la reentrada sobre el cielo del suroeste de los Estados Unidos cuando sólo faltaban 16 minutos para el aterrizaje. La causa de esta tragedia tuvo origen el día del lanzamiento cuando un trozo de espuma aislante del Tanque Externo se desprendió y dañó la parte inferior del ala izquierda del Orbitador arrancando algunas losetas de protección térmica. En el día de la reentrada la ausencia de algunas de estas losetas ocasionaron el recalentamiento de la estructura interna al permitir la entrada del plasma a muy alta temperatura dentro del ala izquierda del Columbia, lo que provocó la desestabilización y la posterior desintegración de la nave matando a sus 7 tripulantes.

## Fuente
- http://www.jsc.nasa.gov/Bios/htmlbios/husband.html

- Datos: Q346671
- Multimedia: Richard Douglas Husband / Q346671